# Juni 1989
Portal Geschichte | Portal Biografien | Aktuelle Ereignisse | Jahreskalender | Tagesartikel

◄ |
19. Jahrhundert |
20. Jahrhundert
| 21. Jahrhundert

◄ |
1950er |
1960er |
1970er |
1980er
| 1990er | 2000er | 2010er | ►

◄ |
1985 |
1986 |
1987 |
1988 |
1989
| 1990 | 1991 | 1992 | 1993 | ►

◄ |
März 1989 |
April 1989 |
Mai 1989 |
Juni 1989 |
Juli 1989 |
August 1989 |
September 1989 |
►
Dieser Artikel behandelt aktuelle Nachrichten und Ereignisse im Juni 1989.

## Tagesgeschehen

### Freitag, 2. Juni 1989
- Berlin/Deutschland: Bei der Verleihung des Deutschen Filmpreises wird u. a. die Schauspielerin Brigitte Mira mit dem Filmband in Gold für ihr „langjähriges und hervorragendes“ Wirken im deutschen Film geehrt.[1][2]

### Samstag, 3. Juni 1989
- München/Deutschland: Der FC Bayern München wird durch ein 5:0 gegen Bayer Uerdingen vorzeitig Deutscher Fußballmeister 1989.[3]
- Peking/China: In der Stadt verbreiten sich Gerüchte, dass mindestens 100.000 Soldaten der Volksbefreiungsarmee auf dem Weg ins Stadtzentrum sind, um die seit April andauernde Demonstration für eine Demokratisierung der Volksrepublik am Tor des Himmlischen Friedens aufzulösen. Zivilisten errichten Barrikaden, um den Vormarsch zu stoppen, doch die Soldaten bahnen sich ihren Weg, auch unter Einsatz von Schusswaffen.[4]

### Sonntag, 4. Juni 1989

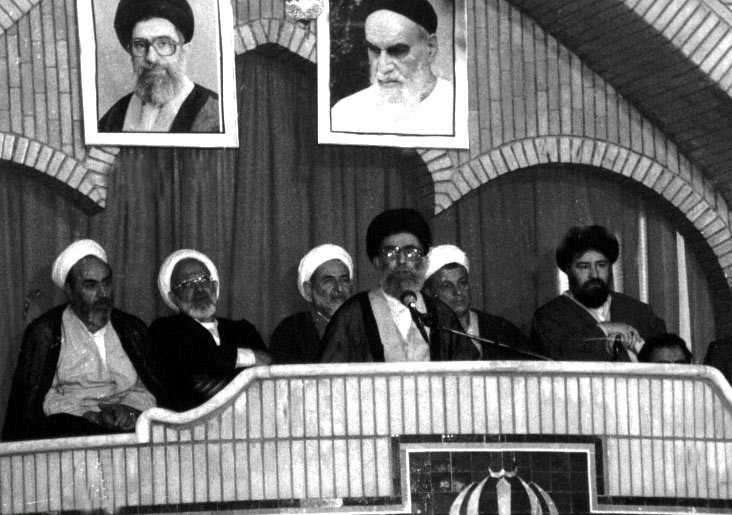
Beisetzungszeremonie für Ruhollah Chomeini

- Bern/Schweiz: Die Teilnehmer einer Volksabstimmung votieren gegen eine Volksinitiative, die so genannte „Kleinbauern“ vor Konkurrenz durch Importeure schützen und ihnen feste Preise für die Abnahme ihrer Erzeugnisse garantieren sollte.[5]
- New York/Vereinigte Staaten: Bei der 43. Verleihung des Tony Awards werden Pauline Collins und Philip Bosco jeweils für die beste Leistung in einer Hauptrolle in einem Theaterstück ausgezeichnet.[6]
- Peking/China: Einheiten der Volksbefreiungsarmee vollziehen die gestern begonnene Aktion zur Räumung des Platzes vor dem Tor des Himmlischen Friedens, auf dem seit dem 18. April Sit-ins abgehalten wurden, und ersticken auch beinah in der gesamten restlichen Stadt den Aufstand der Bürgerbewegung, die mehr individuelle Freiheiten für alle Bürger fordert. Die Zahl der Todesopfer liegt nach diversen Schätzungen zwischen 2.000 und 3.000 Menschen.[7]
- Teheran/Iran: Die Trauer um den am Vortag verstorbenen Religionsführer Ajatollah Ruhollah Chomeini weitet sich im gesamten Land zu einer Massenhysterie aus. Chomenei errichtete 1979 die Islamische Republik des Iran, die sich unverändert in Spannungen mit den Vereinigten Staaten sowie Israel und zuletzt wieder verstärkt mit dem Irak befindet. Der Expertenrat tritt zusammen, um die Nachfolge des verstorbenen Religionsführers zu regeln, und sein Vorsitzender Ali Akbar Hāschemi Rafsandschāni schlägt hierfür den Staatspräsidenten Ali Chamene'i vor. Der Vorschlag findet die Zustimmung der anderen Experten.[8][9]
- Warschau/Polen: Bei den ersten Parlamentswahlen seit der Verfassungsnovelle vom 7. April und den ersten teilweise freien Wahlen, seit das Land nach dem Zweiten Weltkrieg in die politische Einflusssphäre der Sowjetunion kam, steht ein Drittel der Sitze im Unterhaus zur freien Wahl durch das Volk. 160 dieser Sitze entfallen auf die Kandidaten der Partei Bürgerkomitee Solidarność (BS) und eine Stichwahl wird über einen weiteren Sitz entscheiden. Zwei Drittel der Mandate erhalten die von der Vereinigten Arbeiterpartei bewilligten Kandidaten auf der Liste der Nationalen Einheitsfront. Die freien Wahlen zum Senat ergeben 92 Sitze für BS, über den Gewinn der restlichen acht Sitze wird eine Stichwahl entscheiden.[10]

### Montag, 5. Juni 1989
- Leipzig/Deutschland: Circa 1.200 Menschen besuchen diesmal das Friedensgebet in der Nikolaikirche. Die Veranstalter thematisieren fehlende Demokratie und andere krisenhafte Erscheinungen in der Deutschen Demokratischen Republik. In Anwesenheit des Landesbischofs Johannes Hempel halten sich die Sicherheitsorgane des Staats zurück, bei früheren Demonstrationen im Anschluss an die so genannten „Montagsgebete“ kam es zu Verhaftungen unter Anwendung von Gewalt. Noch vor wenigen Monaten lag die Teilnehmerzahl der Friedensgebete weit unter 1.000.[11]

### Dienstag, 6. Juni 1989

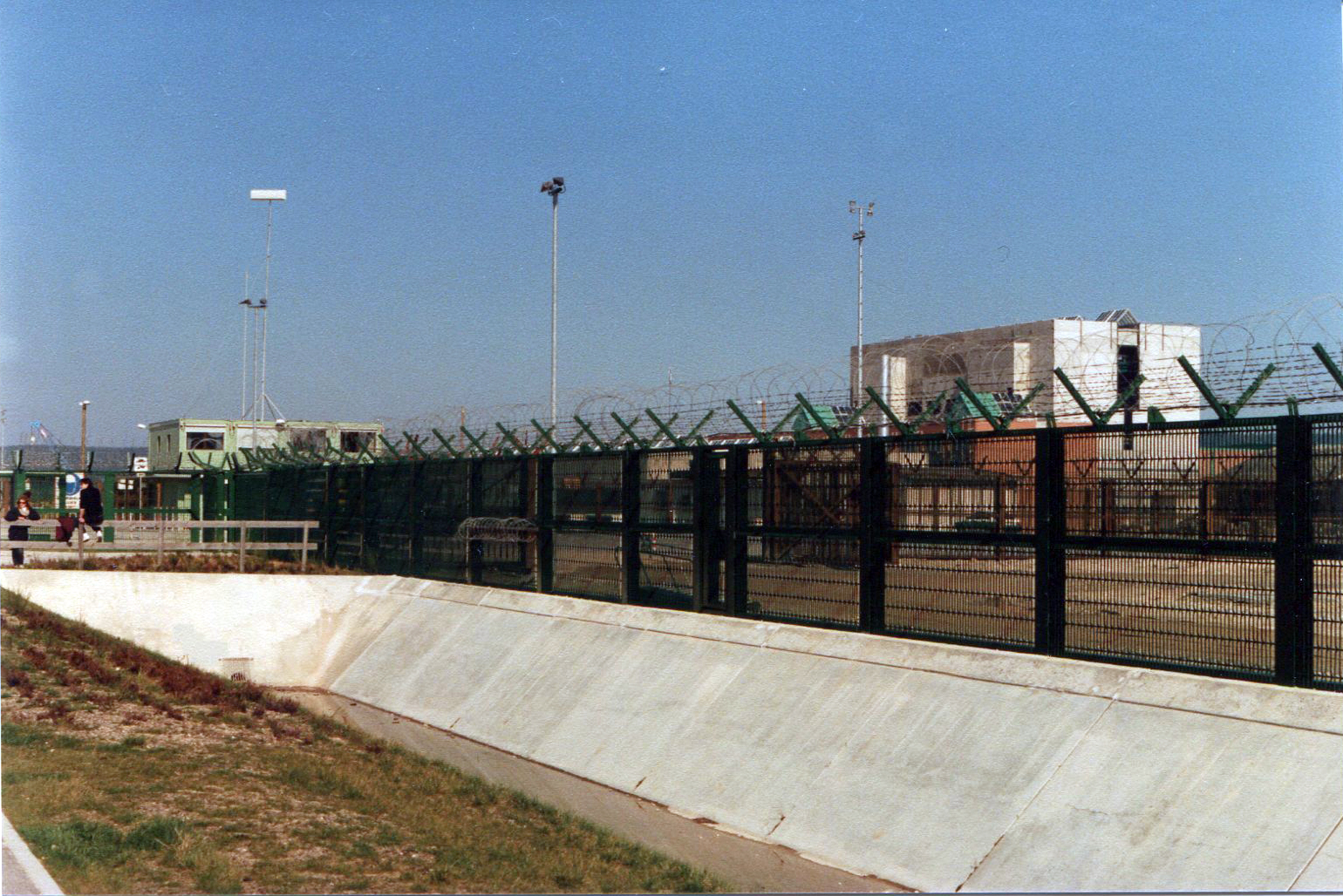
Seit Mai ruht der Bau der WAA Wackersdorf

- Bonn/Deutschland: Die Umweltminister der Bundesrepublik und Frankreichs Klaus Töpfer und Roger Fauroux vereinbaren die Wiederaufarbeitung von Kernbrennstoffen aus Kernkraftwerken der BRD in der Wiederaufarbeitungsanlage (WAA) La Hague in Nordfrankreich. Somit besteht auf absehbare Zeit keine Notwendigkeit, den Bau der umstrittenen WAA Wackersdorf in der Oberpfalz fortzusetzen. Bei Protesten gegen das Bauprojekt starben in den letzten Jahren zwei Atomkraftgegner und ein Polizist.[12]

### Mittwoch, 7. Juni 1989
- Berlin/Deutschland: Der 23. Deutsche Evangelische Kirchentag beginnt. Er steht unter dem Motto: „Unsere Zeit in Gottes Händen.“[13][14]

### Donnerstag, 8. Juni 1989
- Berlin/Deutschland: Die Abgeordneten der Volkskammer der DDR verabschieden eine China-Resolution, in der die gewaltsame Niederschlagung der Demonstrationen in Peking als „politische Lösung innerer Probleme“ betrachtet wird. Den Demonstranten wird die Bezeichnung „verfassungsfeindliche Elemente“ zugedacht, obgleich „zu beklagen sei“, dass es „bedauerlicherweise“ zu Toten und Verletzten kam.[15]

### Sonntag, 11. Juni 1989

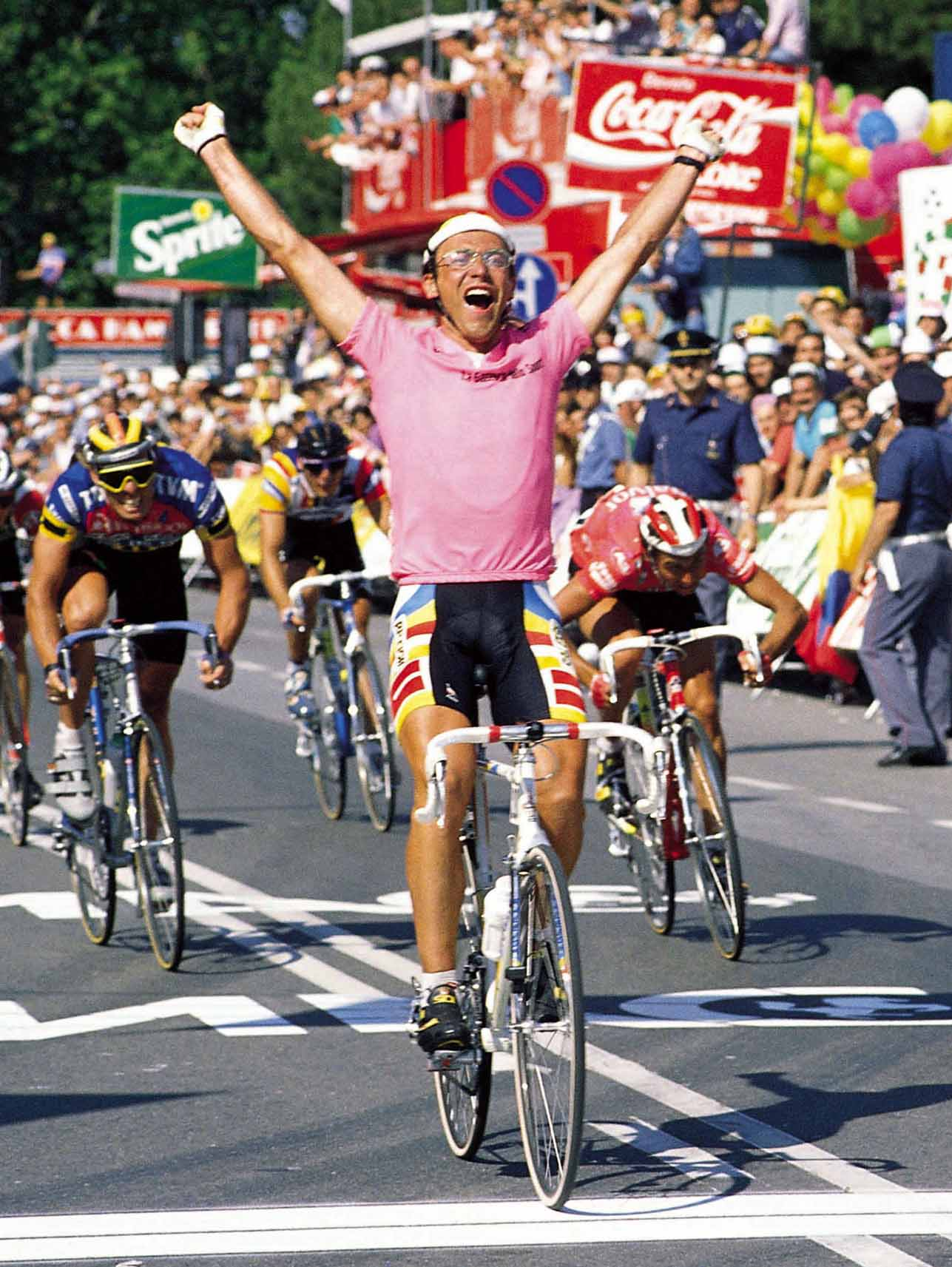
Laurent Fignon

- Florenz/Italien: Laurent Fignon gewinnt die 72. Ausgabe des Rad-Etappenrennens Giro d’Italia und trägt sich damit als dritter Franzose in die Liste der Giro-Gesamtsieger ein.[16]

### Montag, 12. Juni 1989
- Budapest/Ungarn: Der Beitritt Ungarns zum Abkommen über die Rechtsstellung der Flüchtlinge wird wirksam. Es gibt vorerst keine Stellungnahme, ob die Regierung Németh das Abkommen auch auf Staatsbürger der DDR anwenden wird, die auf eine Ausreise über Ungarn in die Westliche Welt hoffen.[17]
- Buenos Aires/Argentinien: Präsident Raúl Alfonsín von der Radikalen Bürgerunion erklärt seinen Rücktritt als Staatsoberhaupt zum 30. Juni. Der ursprüngliche Termin für die Übergabe der Macht an den neugewählten Präsidenten Carlos Menem von der Justizialistischen Partei war der 10. Dezember. Menem kritisiert Alfonsín für dessen „einseitig getroffene“ Entscheidung zum Rückzug.[18]

### Freitag, 16. Juni 1989

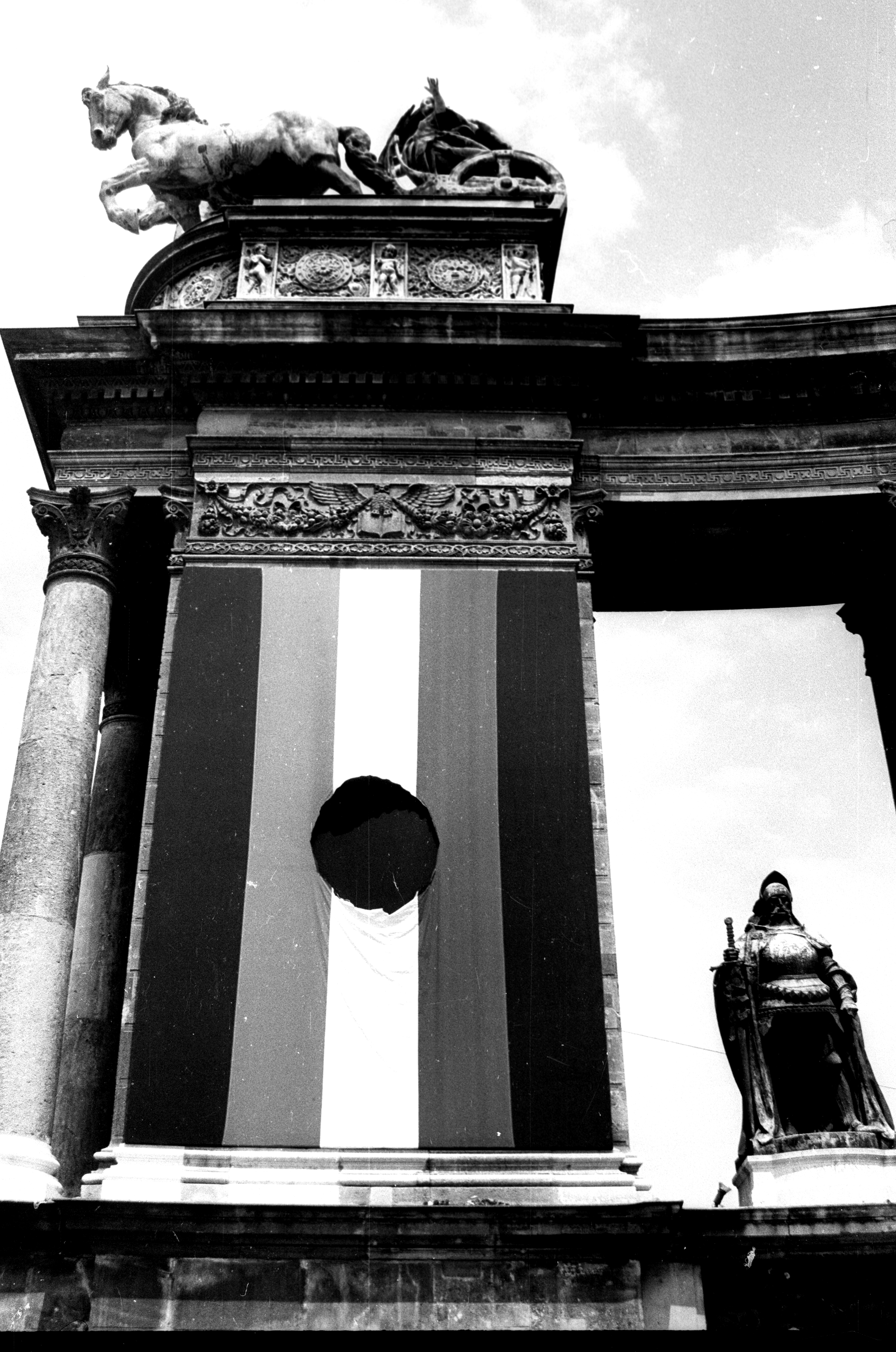
Ungarische Flagge auf schwarzem Flor, das Wappen wurde entfernt

- Budapest/Ungarn: Der in einem Massengrab auf dem Neuen Allgemeinen Friedhof verscharrte ehemalige ungarische Ministerpräsident Imre Nagy erhält anlässlich seiner Rehabilitierung ein feierliches Begräbnis auf dem Heldenplatz. Er war Parteichef der Kommunisten und wurde 1958 als Dissident hingerichtet.[19]

### Sonntag, 18. Juni 1989

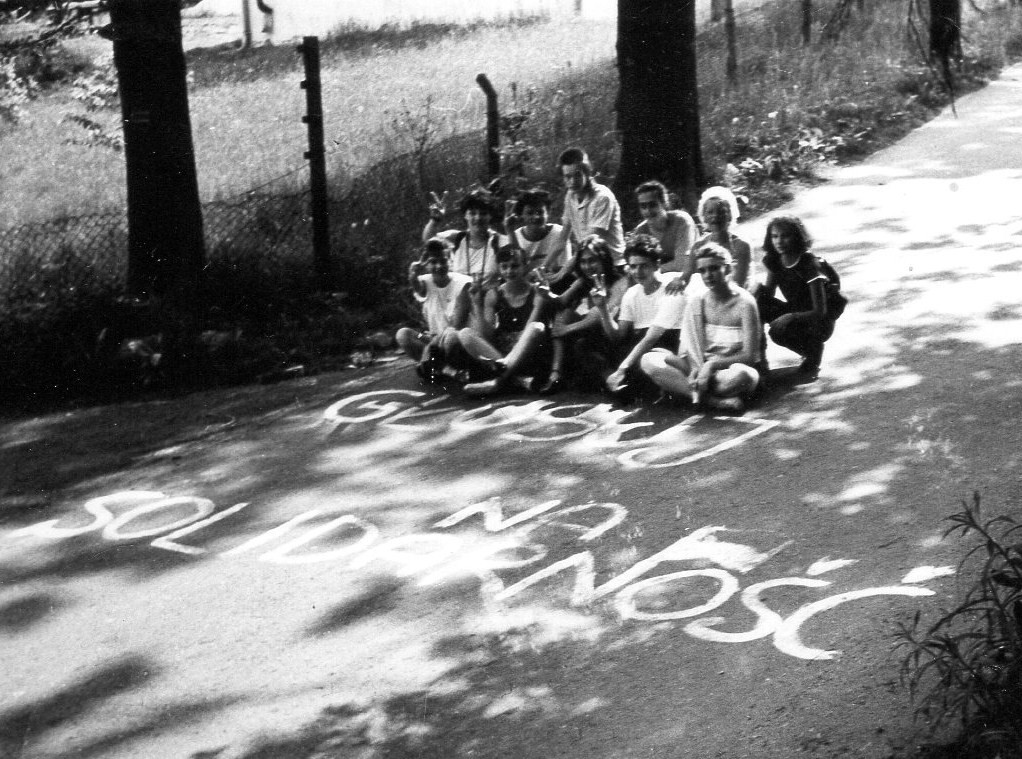
Die meisten Polen unterstützen die Solidarność

- Athen/Griechenland: Hohe Verluste erleidet die Panhellenische Sozialistische Bewegung (Pasok) des Ministerpräsidenten Andreas Papandreou bei der Wahl zum Parlament. Die bis 1981 regierende Nea Dimokratia geht als Siegerin aus der Wahl hervor. Sie erhält 20 Sitze im Parlament mehr als Pasok, muss sich jedoch zur Bildung einer Regierung nach einem Koalitionspartner umsehen.[20]
- Straßburg/Frankreich: Die viertägige Wahl zum Europäischen Parlament endet. Bei der dritten Europawahl entfallen auf die Sozialistische Fraktion mit 198 von 518 die meisten Mandate. Europaweit liegt die Wahlbeteiligung bei 58,41 %, in Deutschland leicht über dem Schnitt und im Vereinigten Königreich mehr als 20 % unter dem Schnitt.[21][22]
- Yangon/Myanmar: Das Militär verfügt mit dem Gesetz Nr. 15/89 die offizielle Umbenennung des Landes von „Sozialistische Republik Birma“ in „Republik der Union Myanmar“. Aus der Hauptstadt „Rangun“ wird gleichzeitig „Yangon“.[23]
- Warschau/Polen: Bei den ersten teilweise freien Parlamentswahlen seit Bestehen der Volksrepublik Polen erreichen weitere sieben Senatskandidaten der Partei Bürgerkomitee Solidarność (BS), die auf marktwirtschaftliche und politische Reformen drängt, die Mehrheit der Wählerstimmen und der einzige BS-Kandidat für das Unterhaus, der in eine Stichwahl muss, gewinnt ebenfalls das Vertrauen der Bevölkerung, womit sämtliche 161 BS-Kandidaten in das parlamentarische Unterhaus und 99 in das 100 Mitglieder starke Oberhaus gewählt sind.[24]

### Montag, 19. Juni 1989
- Madrid/Spanien: Spanien tritt dem Europäischen Währungssystem bei. Die spanische Zentralbank muss in Zukunft die Wechselkurse der Peseta zu jeder anderen Währung des „Währungskorbs“ der Europäischen Währungseinheit bei Bedarf stabil halten.[25]

### Dienstag, 20. Juni 1989

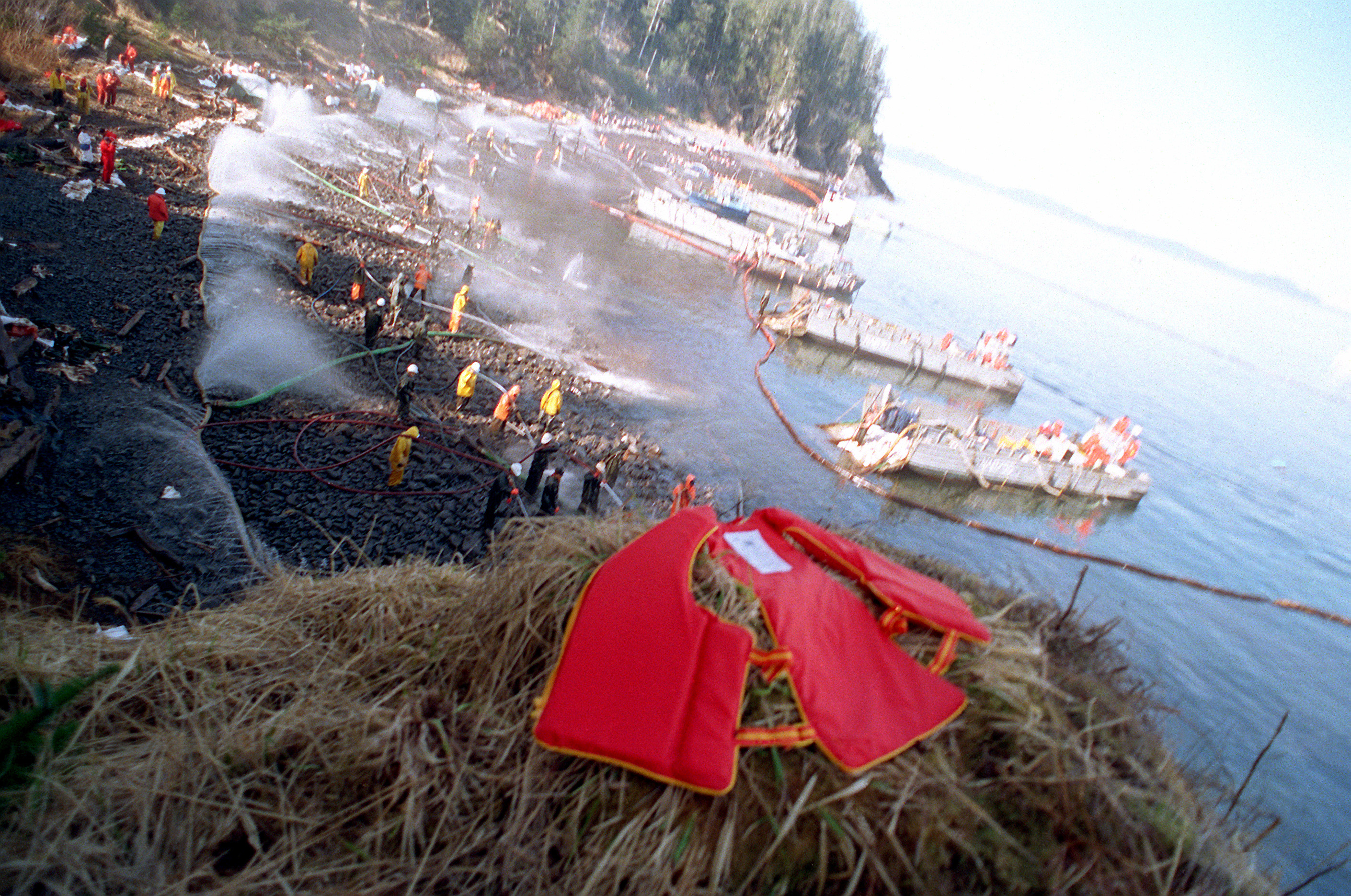
Entfernung von Erdöl an der Küste Alaskas

- Golf von Alaska/Vereinigte Staaten: Die Ölverschmutzung des Pazifiks vor der Küste von Alaska in Folge der Havarie des Öltankers Exxon Valdez am 24. März erstreckt sich inzwischen auf mehr als 28.000 km².[26]

### Freitag, 23. Juni 1989
- Bern/Schweiz: Mit Wirkung zum 1. Januar 1990 streicht die Eidgenossenschaft den Ehebruch nach Artikel 214 aus dem Strafgesetzbuch.[27]

### Samstag, 24. Juni 1989
- Berlin/Deutschland: Borussia Dortmund gewinnt gegen Werder Bremen im Finale des DFB-Pokals der Männer mit 4:1.[28]
- Zürich/Schweiz: Der Schweizer Beat Breu gewinnt zum zweiten Mal die Rad-Rundfahrt Tour de Suisse.[29]

### Sonntag, 25. Juni 1989
- Malabo/Äquatorialguinea: Das diktatorisch regierende Staatsoberhaupt von Äquatorialguinea Teodoro Obiang Nguema Mbasogo lässt eine Präsidentschaftswahl durchführen und erreicht ein Wahlergebnis von 98,36 % Zustimmung für seine Person.[30]

### Montag, 26. Juni 1989
- Atlantik: Die Atlantische Hurrikansaison 1989 beginnt, als sich das Tiefdruckgebiet Allison im Golf von Mexiko südlich der texanischen Küste zum Tropischen Wirbelsturm verstärkt. Die Großstadt Houston liegt auf der vorausberechneten Route des Sturms.[31]

### Dienstag, 27. Juni 1989
- Madrid/Spanien: Der Europäische Rat verbietet auf seiner Tagung in Madrid allen Mitgliedstaaten der Europäischen Gemeinschaften den Waffenhandel mit der Volksrepublik China.[32]

### Freitag, 30. Juni 1989
- Berlin/Deutschland: Die Streichung von § 151 StGB in der DDR tritt in Kraft. Damit gilt sowohl für heterosexuelle als auch für homosexuelle männliche Personen dasselbe Schutzalter von 14 Jahren bei einwilligungsfähigen Handlungen und die gesamte Gesetzgebung für Hetero- und für Homosexuelle ist identisch.[33]
- Khartum/Sudan: Mit dem Ziel, die Republik auf die Ideologie des Islamismus auszurichten, putscht eine Gruppe um Oberst Umar al-Baschir erfolgreich gegen den amtierenden Präsidenten Ahmad al-Mirghani. Die politischen Parteien des Landes seien „verfault“, erklärt der neue Präsident al-Baschir via Radio.[34]

## Weblinks

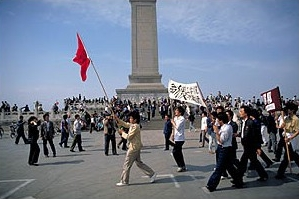
Peking im Juni 1989